# Bất bạo động
Bất bạo động là một triết lý hoặc chiến lược nhằm biến đổi xã hội mà không dùng đến bạo lực. Do đó, đấu tranh bất bạo động là chấp nhận một cách thụ động sự đàn áp của phía đối lập kể cả bằng vũ trang. Người tham gia đấu tranh bất bạo động có thể dùng nhiều phương pháp khác nhau để thay đổi xã hội bao gồm nhiều dạng tuyên truyền, giáo dục, thuyết phục, bất phục tùng, hành động bất bạo động trực tiếp và phát biểu trên thông tin đại chúng.
Trong lịch sử hiện đại, đấu tranh bất bạo động đã trở thành một công cụ mạnh mẽ cho sự phản đối. Mahatma Gandhi đã lãnh đạo cuộc đấu tranh bất bạo động kéo dài hàng thập kỷ để chống lại sự đô hộ của Anh ở Ấn Độ và cuối cùng giúp nước này giành độc lập vào năm 1947. Khoảng 10 năm sau, Martin Luther King áp dụng thành công phương pháp bất bạo động của Gandhi trong cuộc đấu tranh giành quyền bình đẳng cho người Mỹ da đen. Vào thập niên 1960, César Chávez, tổ chức một chiến dịch bất bạo động để phản đối chế độ đối với nông dân ở California. Chávez giải thích rằng "Bất bạo động không phải là không hành động. Nó không phải là sự hèn nhát hoặc yếu đuối. Nó là một việc khó khăn và đòi hỏi sự kiên nhẫn để giành chiến thắng." Một phong trào bất bạo động gần đây là cuộc Cách mạng Nhung, một cuộc cách mạng bất bạo động đã lật đổ chính quyền cộng sản ở Tiệp Khắc vào năm 1989. Nó được coi là một trong những phong trào quan trọng nhất vào năm 1989.
Đây cũng là phương pháp đấu tranh của nhiều nhà bất đồng chính kiến tại Việt Nam hiện nay.
Cụm từ bất bạo động thường liên quan tới cụm từ chủ nghĩa hòa bình thậm chí đôi khi được dùng như nhau tuy nhiên hai khái niệm này về cơ bản là khác nhau. Chủ nghĩa hòa bình chỉ khía cạnh đạo đức hoặc tinh thần của một cá nhân ủng hộ không sử dụng bạo lực nhưng không chỉ sự mong muốn thay đổi xã hội. Trong khi đó, bất bạo động bao hàm mục đích thay đổi xã hội hoặc nền chính trị.

## Phân loại
Người chủ trương bất bạo động cho rằng sự đồng thuận và hợp tác là nguồn gốc của quyền lực chính trị: tất cả chế độ chính trị đều phụ thuộc vào sự ủng hộ của người dân. Trên phương diện quốc gia, chiến lược bất bạo động làm suy giảm quyền lực của nhà cầm quyền bằng cách làm cho người dân giảm sút sự đồng thuận và hợp tác. Các dạng bất bạo động dựa trên niềm tin trong tôn giáo hoặc đạo đức và những phân tích chính trị. Bất bạo động dựa trên tôn giáo hoặc đạo đức đôi khi gọi là bất bạo động cơ bản, triết học hoặc đạo đức trong khi đó bất bạo động dựa trên phân tích chính trị thường được gọi là bất bạo động chiến thuật, chiến lược hoặc thực tiễn. Thông thường ở nhiều phong trào và trong tư tưởng cá nhân, có cả hai dạng này.

### Bất bạo động triết học

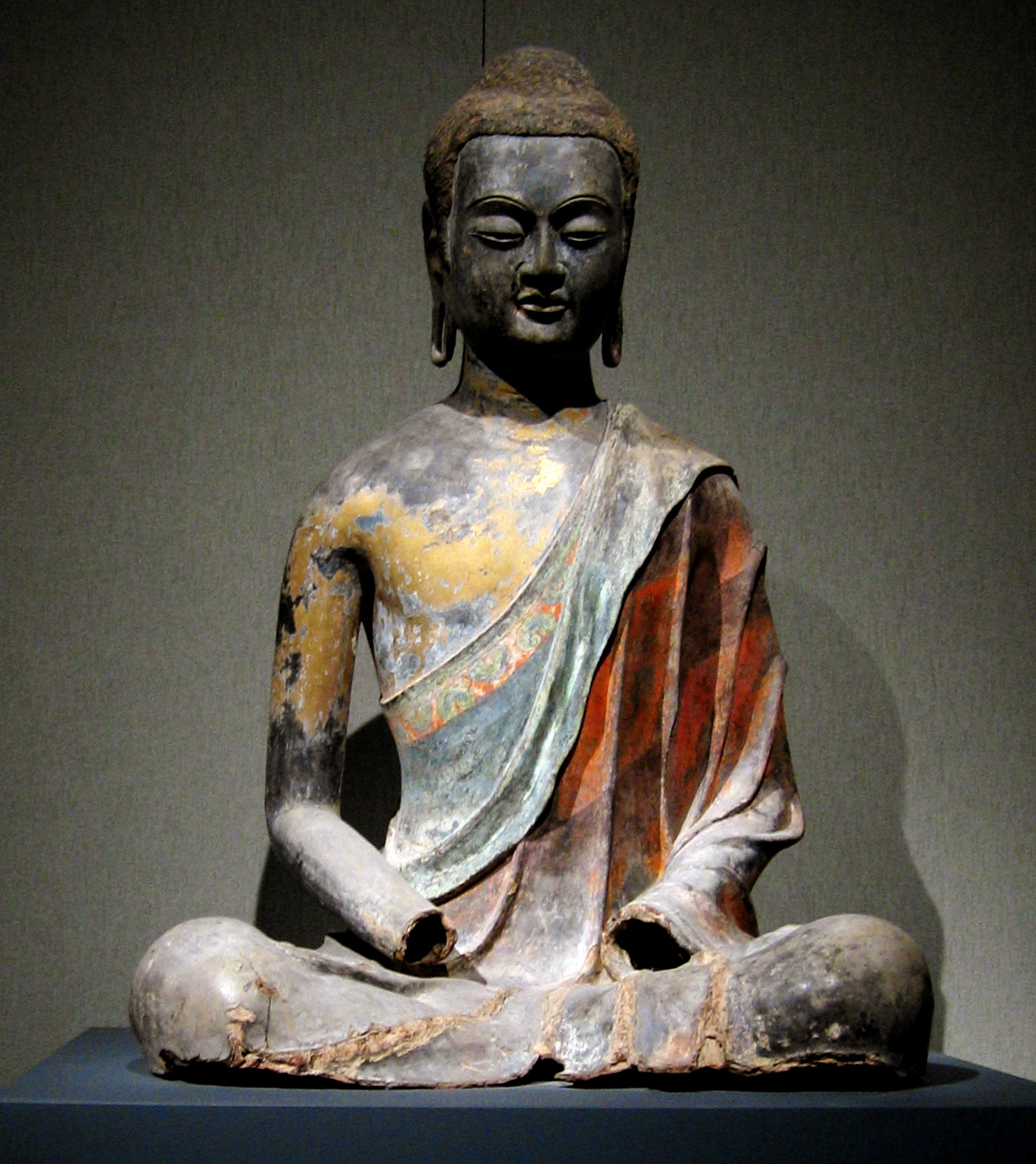
Đức Phật dạy con người không dùng bạo lực.

Thương yêu kẻ thù là một triết lý cơ bản trong bất bạo động triết học. Mục đích của loại bất bạo động này không phải để đánh thắng kẻ thù mà chiến thắng bằng cách tạo ra sự yêu thương và thấu hiểu cho tất cả. Nguyên tắc này cũng tương đồng trong bất bạo động tôn giáo hay bất bạo động tinh thần và là giáo lý chính yếu trong các tôn giáo khởi nguồn từ Abraham (Hồi giáo, Do Thái giáo và Cơ Đốc giáo) cũng như các tôn giáo Dharm (Ấn Độ giáo, Phật giáo, Kỳ Na giáo và Tích Khắc giáo) và các đa thần giáo khác. Các phong trào, nhà lãnh đạo hoặc người ủng hộ bất bạo động từng sử dụng nhiều triết lý căn bản trong tôn giáo cho cuộc đấu tranh của họ. Chẳng hạn như triết lý bất bạo động có trong bài giảng trên núi của chúa Giê-su rằng "nên thương yêu kẻ thù", triết lý vô vi trong Đạo giáo, triết lý trong võ thuật Aikido, triết lý từ bi trong Phật giáo và nguyên tắc bất hại đối sinh vật trong Phật giáo, Kỳ Na giáo vài giáo phái Ấn Độ giáo. Ngoài ra, tư tưởng tha thứ và không bạo lực còn có trong kinh Cô-ran.
Tôn trọng và thương yêu kẻ thù còn có thể làm cho người thực hiện thay đổi hành vi hoặc tư tưởng của họ. Martin Luther King cho rằng "Bất bạo động không chỉ tránh tư tưởng bạo lực bên ngoài (cơ thể) mà còn tránh bạo lực bên trong (tinh thần) nữa. Bạn không những quyết định không bắn một người mà còn quyết định không căm ghét người đó nữa."

### Bất bạo động thực tiễn
Bất bạo động thực tiễn tạo nên một phong trào chính trị hay phong trào xã hội có thể tác động làm thay đổi xã hội mà không cần phải chiến thắng những người muốn duy trì tình trạng hiện tại. Trong các xã hội dân chủ hiện đại, các nhóm chính trị sử dụng bất bạo động một cách rộng rãi mà không phải nhờ tới một lực lượng chính trị chính thống chẳng hạn như trong các phong trào đấu tranh cho người lao động, hòa bình, môi trường và quyền phụ nữ. Bất bạo động cũng đóng một vai trò trong việc làm suy giảm quyền lực của chính quyền muốn đàn áp các phong trào ở các nước đang phát triển và các nước Đông Âu trước đây. Susan Ives nhấn mạnh: "Vào năm 1989, 13 quốc gia với tổng dân số 1.695.000.000 người đã trải qua các cuộc cách mạng bất bạo động. Điều này đã vượt ra khỏi sự dự đoán của bất cứ ai một cách không ngờ. Nếu kể thêm các quốc gia có phong trào bất bạo động trong thế kỷ này (như Philippines, Nam Phi, Ấn Độ...), con số lên đến 3.337.400.000 chiếm 65% dân số thế giới. Đây là bằng chứng mạnh mẽ cho những ai cho rằng bất bạo động không có tác dụng thực sự."
Đấu tranh bất bạo động được coi là chính trị quần chúng vì chúng từng được đông đảo quần chúng áp dụng trên khắp thế giới. Những cuộc đấu tranh gắn liền với tư tưởng bất bạo động là chiến dịch bất hợp tác do Mohandas Karamchand Gandhi lãnh để giành độc lập cho Ấn Độ và cuộc đấu tranh giành quyền bình đẳng cho người Mỹ da đen do Martin Luther King lãnh đạo và cuộc cách mạng Quyền lực Nhân dân ở Philippines.

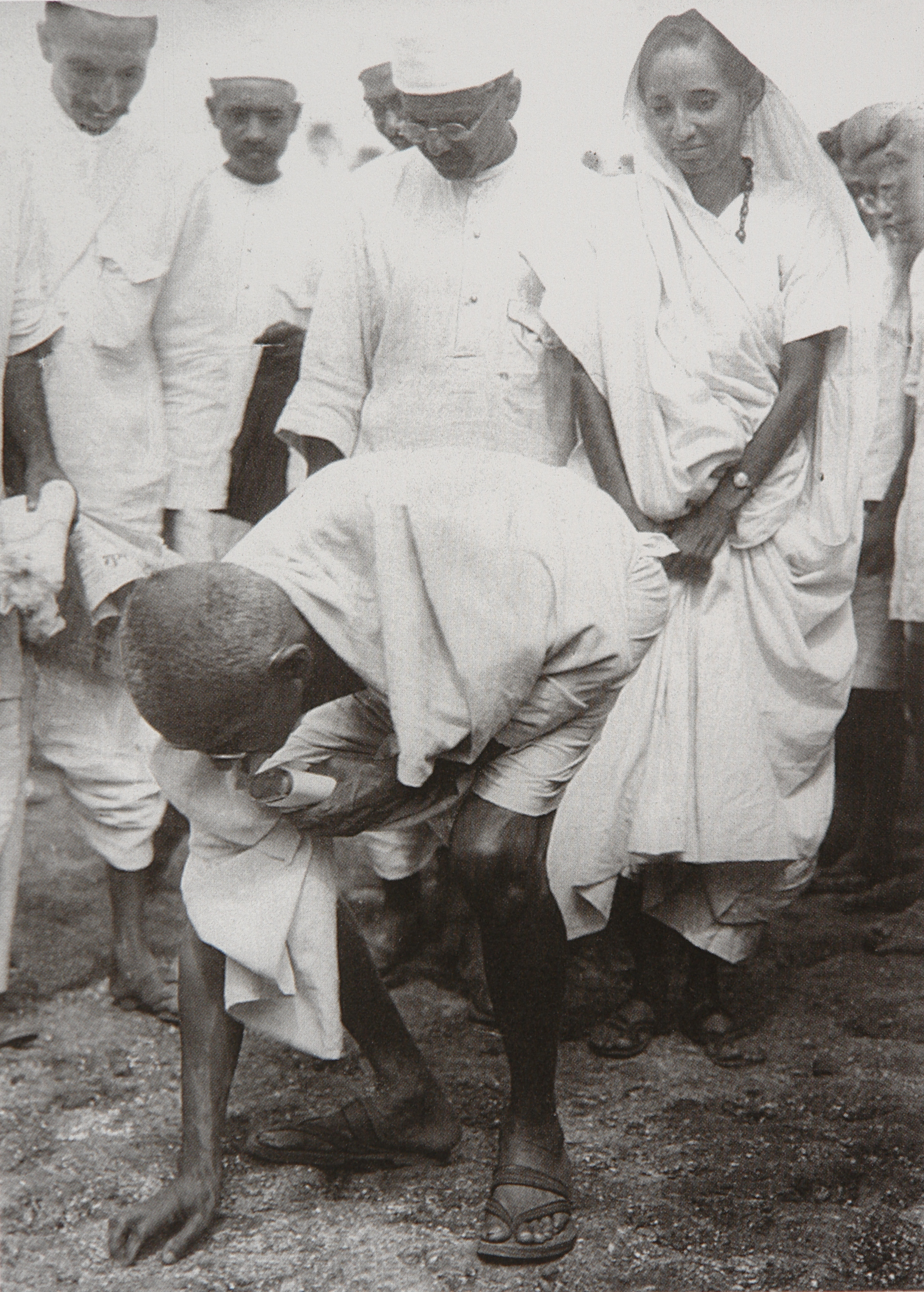
Gandhi sử dụng vũ khí bất bạo động để chống lại sự đô hộ của Anh

## Phương pháp

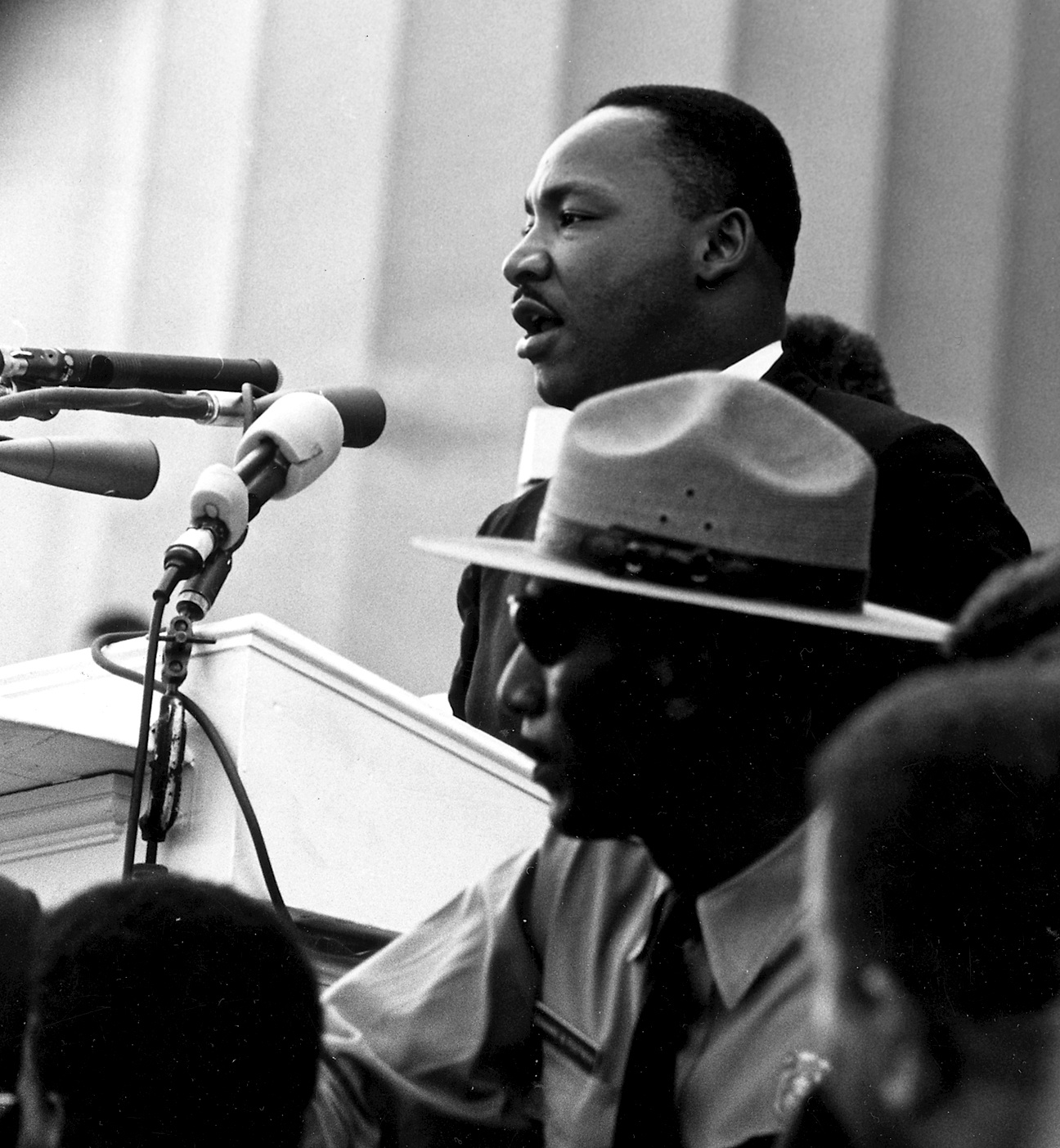
Martin Luther King

Hành động bất bạo động thường thuộc ba loại sau: lên tiếng và thuyết phục, bất hợp tác và can thiệp.

### Lên tiếng và thuyết phục
Lên tiếng và thuyết phục được thực hiện bởi một nhóm người nhằm thể hiện sự ủng hộ hay phản đối một điều gì đó. Mục đích của việc này nhằm làm cho dư luận chú ý đến một vấn đề, thuyết phục hoặc tác động đến một nhóm người nào đó hoặc tạo điều kiện cho hành động bất bạo động trong tương lai. Họ gửi thông điệp đến dư luận, phe đối lập hoặc những người bị ảnh hưởng bởi vấn đề đó. Lên tiếng và thuyết phục bao gồm đọc diễn văn, nói chuyện trước công chúng, thỉnh cầu, tạo hình ảnh, sáng tác các tác phẩm nghệ thuật, diễu hành và các cuộc tập hợp công cộng khác.

### Bất hợp tác
Bất hợp tác là sự không hợp tác một cách có chủ đích. Mục đích của việc này là gây trở ngại hoặc tạm dừng một ngành kinh doanh, một hệ thống chính trị hoặc một quá trình kinh tế. Phương pháp bất hợp tác bao gồm đình công, tẩy chay, bất phục tùng, không nộp thuế hoặc các hành động bất phục tùng khác.

### Can thiệp
Bất bạo động can thiệp là một phương pháp bất bạo động trực tiếp so với lên tiếng và bất hợp tác. Bất bạo động can thiệp có thể là phòng ngự như duy trì một tổ chức hoặc tấn công như xâm nhập vào khu vực của phe đối lập. Can thiệp tạo ra tác động trực tiếp và hiệu quả hơn hai phương pháp trên nhưng khó khăn hơn và đòi hỏi sự nỗ lực của người tham gia. Phương pháp can thiệp bao gồm biểu tình ngồi, chặn đường, tuyệt thực, diễu hành bằng phương tiện giao thông và chia sẻ quyền lực.
Chiến thuật phải được cân nhắc, có xem xét đến tình hình chính trị và đặc điểm văn hóa cũng như phải theo một chiến lược hoặc kế hoạch nhất định. Gene Sharp, một nhà nghiên cứu chính trị và nhà đấu tranh bất bạo động, đã viết phương pháp đấu tranh bất bạo động, trong đó bao gồm một danh sách có 198 phương pháp đấu tranh.
Một phương pháp hiệu quả khác là làm cho dư luận đánh giá hành động của những người đàn áp khi những người này dùng bạo lực đàn áp một phong trào không bạo lực. Nếu như cảnh sát hoặc quân đội dùng bạo lực để dập tắt phong trào thì quyền lực đã chuyển từ tay những người đàn áp vào tay những người đấu tranh. Nếu những người đấu tranh vẫn giữ được trạng thái đó, quân sự và cảnh sát phải chấp nhận sự thật là họ không còn quyền lực đối với những người đấu tranh. Thông thường, sự sẵn sàng chịu đựng đàn áp sẽ tác động mạnh mẽ lên tinh thần và tình cảm của người đàn áp và làm cho họ không thể thực hiện hành vi bạo lực đó nữa.
Có nhiều nhà lãnh đạo và nhà tư tưởng có xem xét những khía cạnh tinh thần và thực tiễn của bất bạo động như: Lev Nikolayevich Tolstoy, Lech Wałęsa, Petra Kelly, Thích Nhất Hạnh, Dorothy Day, Ammon Hennacy, Albert Einstein, John Howard Yoder, Stanley Hauerwas, David McReynolds, Johan Galtung, Martin Luther King, Mohandas Karamchand Gandhi, Daniel Berrigan, Khan Abdul Ghaffar Khan, Mario Rodríguez Cobos và César Chávez.
“ Khả năng chịu đựng của chúng tôi sẽ làm hao mòn các ngài. ”— Martin Luther King, 1963   

## Đấu tranh bất bạo động
Đấu tranh bất bạo động hay phản kháng bất bạo động là một hình thức đấu tranh không dùng vũ khí nhưng dùng số đông quần chúng và chính nghĩa của họ làm sức mạnh để áp lực và hóa giải một thế lực mạnh hơn gấp nhiều lần.